# NGC 6321
NGC 6321 је спирална галаксија у сазвежђу Херкул која се налази на NGC листи објеката дубоког неба.
Деклинација објекта је + 20° 18' 49" а ректасцензија 17h 14m 24,1s. Привидна величина (магнитуда) објекта NGC 6321 износи 13,6 а фотографска магнитуда 14,4. NGC 6321 је још познат и под ознакама UGC 10768, MCG 3-44-2, CGCG 111-15, IRAS 17122+2022, PGC 59900.